# Марк Лурий
Марк Лурий (на латински: Marcus Lurius) e адмирал на Римската република през 1 век пр.н.е.
През 40 пр.н.е. Марк Лурий е управител на остров Сардиния и служи на Октавиан. Тази година Секст Помпей (син на Помпей Велики), който е в Сицилия, изпраща своя адмирал Менодор да завладее Сардиния и Корсика и го побеждава.
Марк Лурий е командир на дясното крило на флотата на Октавиан в Битката при Акциум на 2 септември 31 пр.н.е. Те побеждават и пленяват Гай Созий, командирът на лявото крило на флотата на Марк Антоний.